# Episodi di School of Rock (terza stagione)
La terza stagione della serie televisiva School of Rock è stata trasmessa negli Stati Uniti dall'8 luglio 2017 all’8 aprile 2018 su Nickelodeon.
In Italia sarà trasmessa dal 20 novembre 2017 al 30 maggio 2018 su TeenNick e MTV e Comedy Central e in chiaro su Super! dal 10 settembre 2018.
| nº | codice di prod. | Titolo originale                | Titolo italiano                      | Prima TV USA     | Prima TV Italia  |
| -- | --------------- | ------------------------------- | ------------------------------------ | ---------------- | ---------------- |
| 1  | 301             | Hold on Loosely                 | Addio Freddy                         | 8 luglio 2017    | 20 novembre 2017 |
| 2  | 302             | Do You Want to Know a Secret?   | Il tuo segreto alla luce             | 15 luglio 2017   | 21 novembre 2017 |
| 3  | 303             | True Colors                     | Veri colori                          | 22 luglio 2017   | 22 novembre 2017 |
| 4  | 305             | Leader of the Band              | Il Leader della band                 | 29 luglio 2017   | 24 novembre 2017 |
| 5  | 307             | The Other Side of Summer        | Il lato cattivo di Summer            | 5 agosto 2017    | 23 novembre 2017 |
| 6  | 309             | Minimum Wage                    | Ho bisogno di soldi!                 | 12 agosto 2017   | 27 novembre 2017 |
| 7  | 304             | Heroes & Villains               | Eroi e cattivi                       | 18 novembre 2017 | 14 maggio 2018   |
| 8  | 315             | Jingle Bell Rock                | Una canzone natalizia perfetta       | 3 dicembre 2017  | 24 dicembre 2018 |
| 9  | 311             | Kool Thing                      | Che cosa carina                      | 7 gennaio 2018   | 18 maggio 2018   |
| 10 | 306             | Would I Lie yo You?             | Perché ti dovrei mentire?            | 14 gennaio 2018  | 15 maggio 2018   |
| 11 | 308             | Puppy Love                      | Amore di cucciolo                    | 21 gennaio 2018  | 16 maggio 2018   |
| 12 | 312             | Love is a Battlefield           | L'amore è un campo di battaglia      | 28 gennaio 2018  | 21 maggio 2018   |
| 13 | 310             | A Matter of Trust               | Una questione di fiducia             | 11 febbraio 2018 | 17 maggio 2018   |
| 14 | 314             | Don't Know what you got         | Non so cosa tu abbia                 | 18 febbraio 2018 | 23 maggio 2018   |
| 15 | 319             | Not afraid!                     | Non avere paura!                     | 25 febbraio 2018 | 25 maggio 2018   |
| 16 | 313             | Surprise, Surprise              | Sorpresa, sorpresa                   | 4 marzo 2018     | 22 maggio 2018   |
| 17 | 316             | We gotta get out of this place  | Usciamo da qui!                      | 11 marzo 2018    | 25 maggio 2018   |
| 18 | 320             | Photographs                     | La foto                              | 18 marzo 2018    | 30 maggio 2018   |
| 19 | 317             | I Love Rock and Roll (one part) | I Love Rock and Roll (prima parte)   | 1º aprile 2018   | 28 maggio 2018   |
| 20 | 318             | I Love Rock and Roll (two part) | I Love Rock and Roll (seconda parte) | 8 aprile 2018    | 28 maggio 2018   |